# Pojegi
Ludzie związani z Pojegami
Pojegi (lit. Pagėgiai wymowaⓘ, niem. Pogegen)  – miasto na Litwie, położone w okręgu tauroskim, 30 km od Taurogów przy granicy z Rosją, w obrębie historycznej Małej Litwy. Siedziba władz rejonu pojeskiego.
W mieście znajdują się kościół katolicki, kościół ewangelicki, centrum kultury i biblioteka, stacja kolejowa Pojegi.

## Galeria

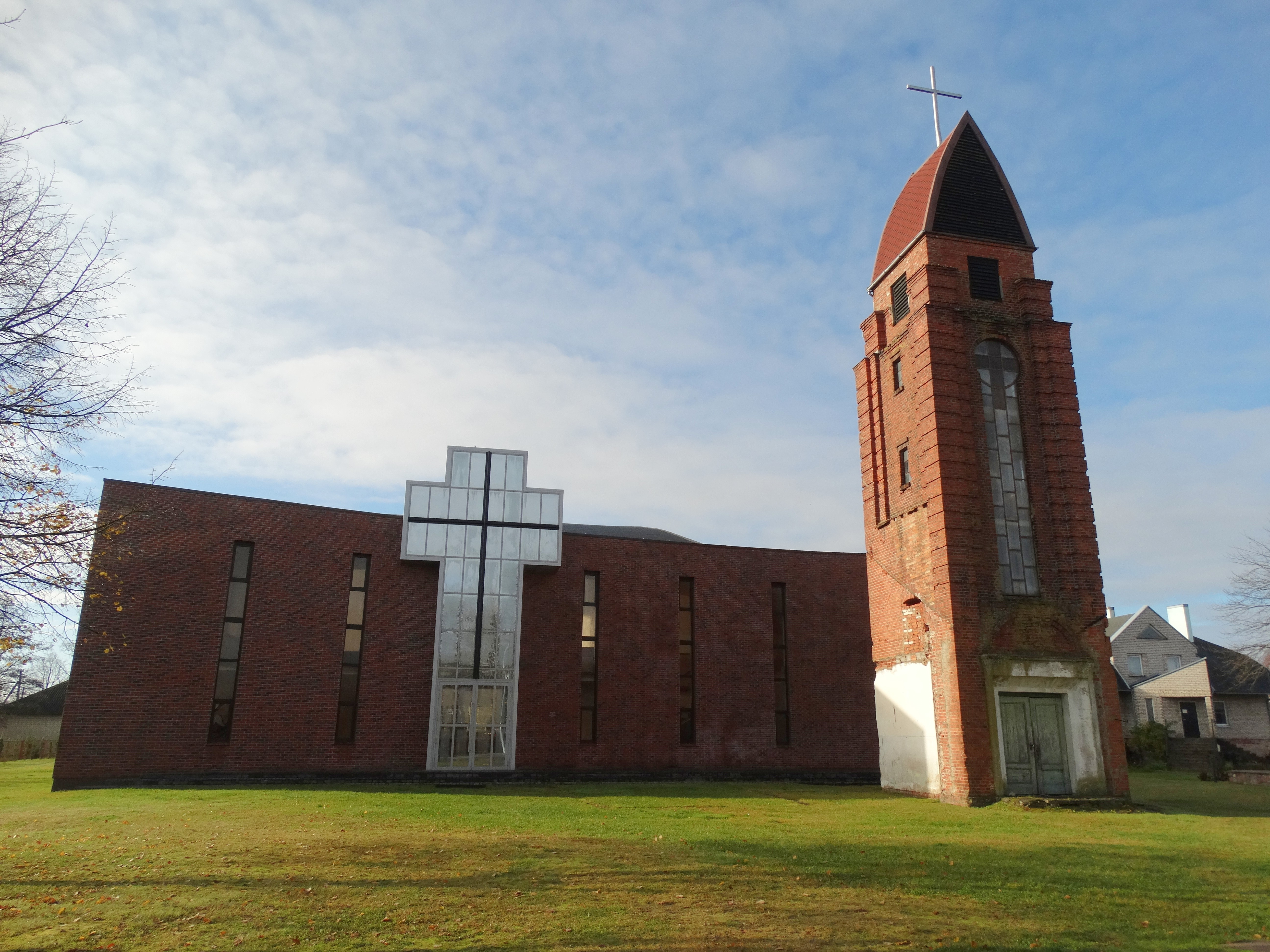
Kościół Świętego Krzyża (katolicki)
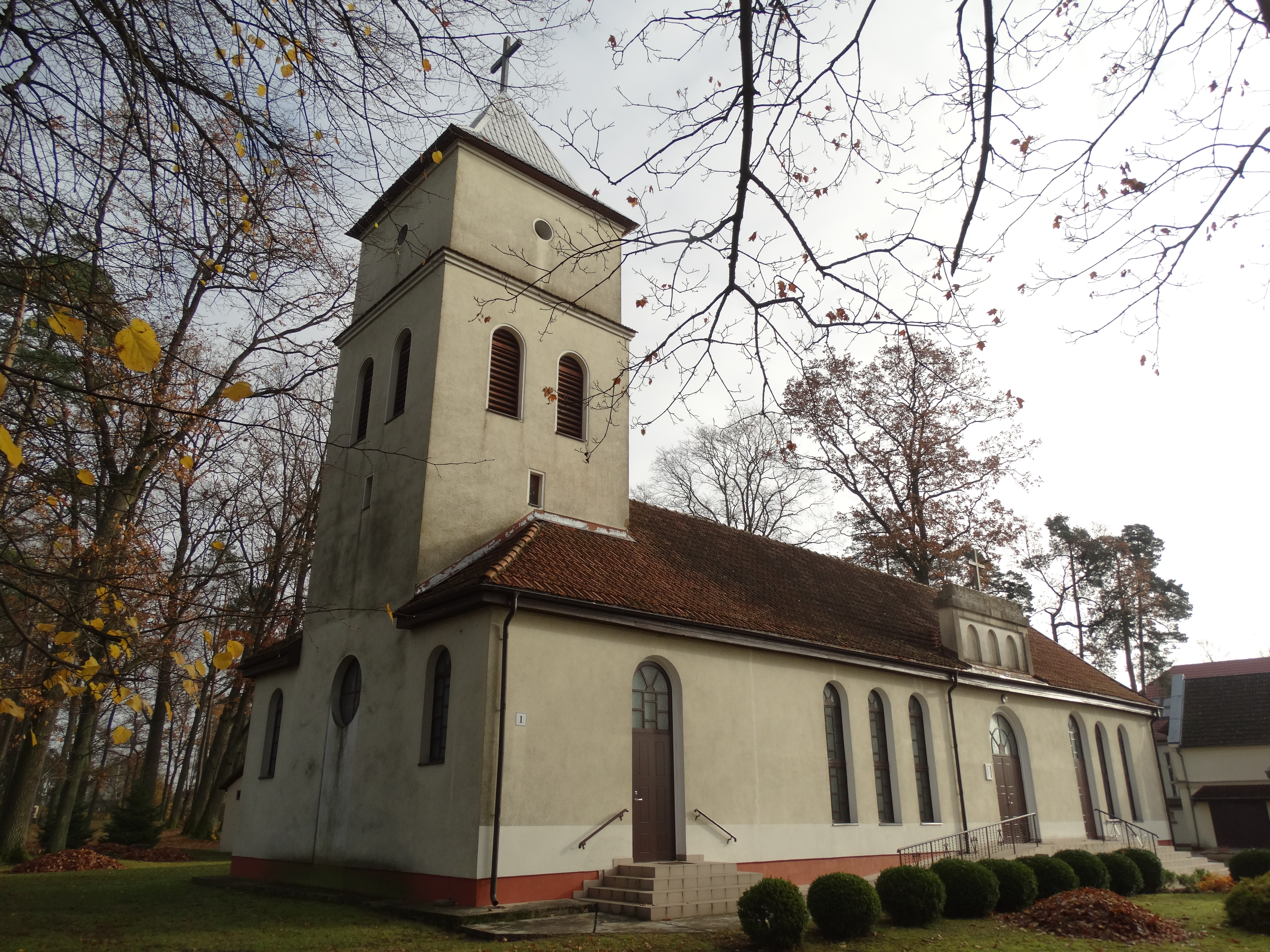
Kościół ewangelicki
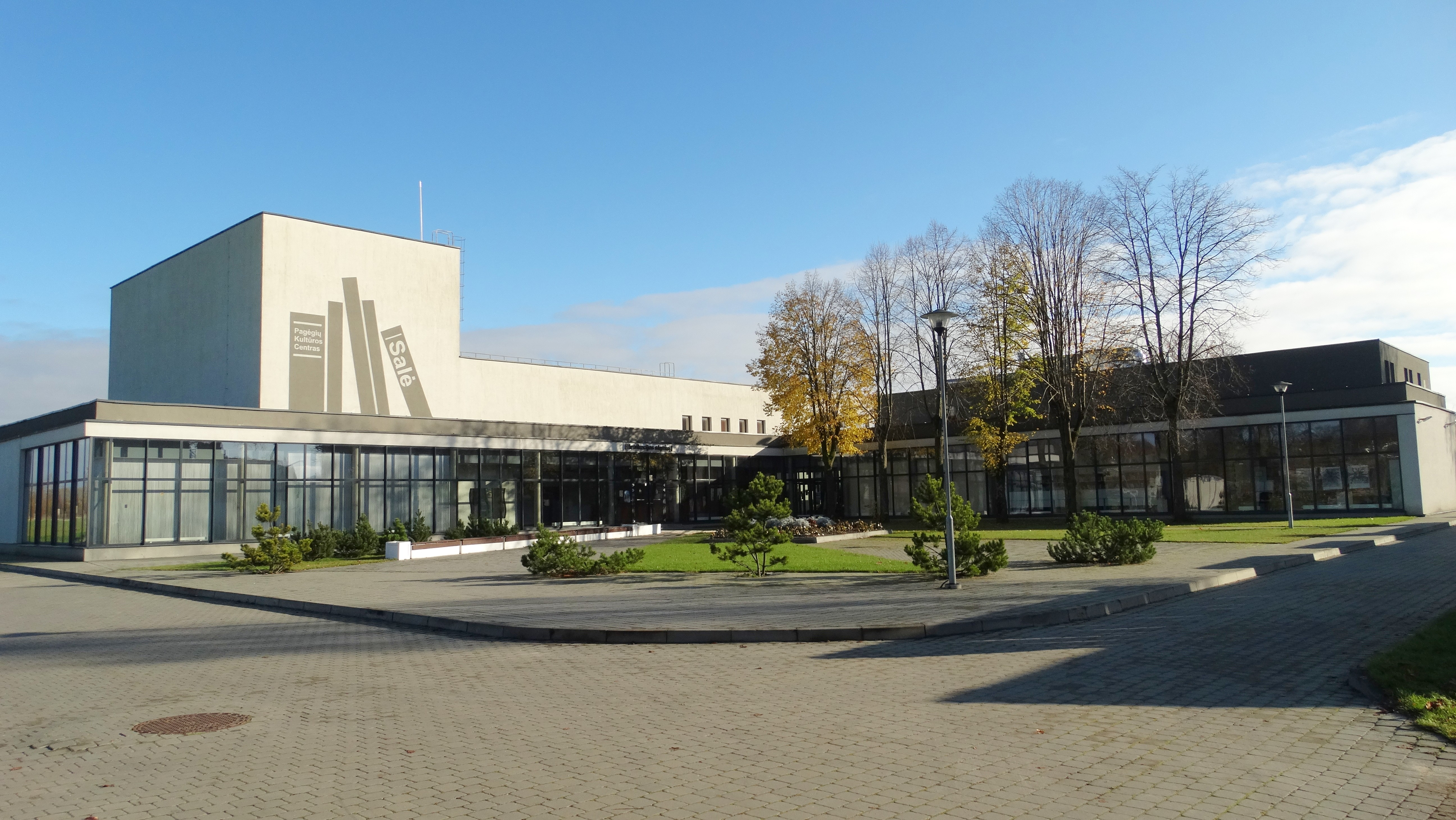
Centrum kultury
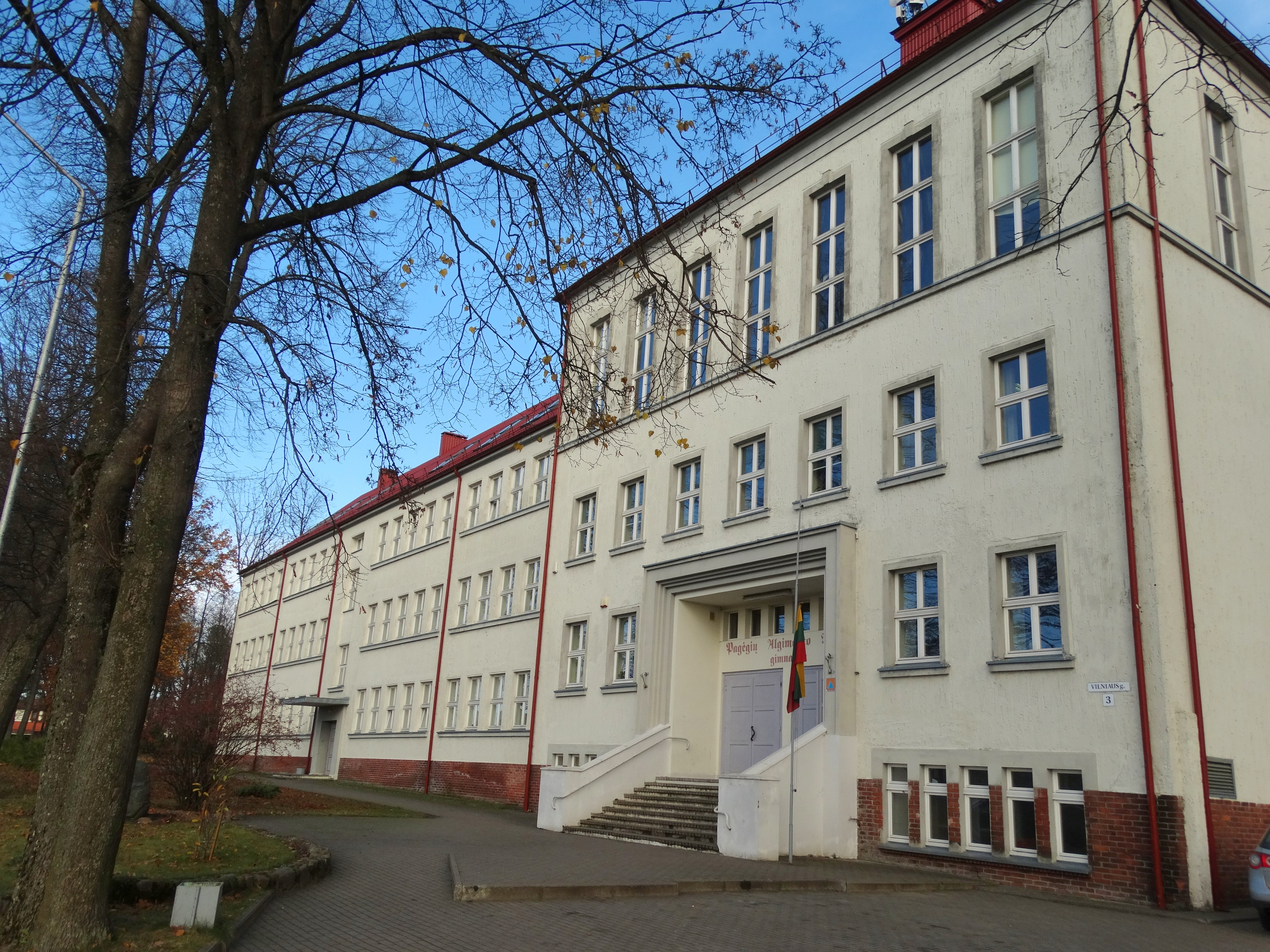
Gimnazjum